# Карпа Наталія Семенівна
Ната́лія Семе́нівна Ка́рпа (нар. 14 серпня 1981, Добромиль, Львівська область), більш відома як Наталка Карпа — українська співачка, ведуча та продюсерка. Заслужена артистка України. Співзасновниця продюсерського центру Karparation.

## Життєпис
Народилася у місті Добромиль Львівської області. Її бабуся займалася співом, батько — професійний музикант. Коли Наталі було 5 років, батьки придбали їй піаніно. Навчалась у музичній школі № 3.
Починає співати у народному хорі «Писанка», а через певний час стала солісткою зразкового вокально-інструментального ансамблю «Галицька перлина», під керівництвом діяча культури Лесі Салістри.
Закінчила школу з золотою медаллю. Має дві вищі освіти. Закінчила Львівський національний медичний університет імені Данила Галицького (з червоним дипломом, відпрацювала півроку за фахом), Національний університет «Львівська Політехніка» (англійська філологія). Навчаючись у виші, стає вокалісткою медичного джазового колективу «Медікус», виступає на музичних фестивалях та конкурсах, здобуває три стипендії за активну участь у житті свого університету.
З 2016 року у шлюбі з Героєм АТО Євгеном Тєрєховим (позивний «Титановий Джексон»). 26 грудня 2019 року народила доньку Злату.

## Музична кар'єра
Була учасницею багатьох всеукраїнських та міжнародних фестивалів, таких як: «Слов'янський базарчик», «Молода Галичина», «На хвилях Світязя», «Надія», «Мелодія», «Пісенні джерела Прикарпаття», «Тарас Бульба», «Шлягер року», «Наша пісня» тощо.
Пісні популярні і ротуються також на польських радіостанціях. Найпопулярніша пісня — «Калина» (калина — не верба).
У 2010 році відзняла відео «Від мене до тебе», яке присвятила пам'яті жертв Скнилівської трагедії на авіашоу у Львові (режисер О. Войцович, Н. Карпа, пісня «Від мене до тебе»: слова — Оля Войцович, музика — Наталка Карпа).
У 2013 році розпочала світовий ЕТНО-ТУР з новою концертною програмою «З України з любов'ю» країнами з найбільшою українською діаспорою. Першими країнами, в яких побувала Наталка Карпа, стали Бразилія та Парагвай.

Пісня Михайла Гойхмана «Наша гривня» (більш відома як «Гімн гривні») у виконанні Наталки Карпи та учасника «Голосу країни» Сергія Юрченка у травні-червні 2012 року використовувалася НБУ для пропаганди національної валюти. Пісня містила такі рядки:
|  | Україна моя хай завжди процвітає, Знаю: гривня ніколи не підведе. Президентові щиру подяку складаю За стабільність в державі, а це — головне. |

В липні 2016 року Наталка Карпа презентувала власну лінійку парфумів «Soncezalezhna by Karpa» для міжнародного косметичного бренду Farmasi.

## Телебачення
Ведуча програм
- «Екстремальний Вікенд» на каналі «НТА» (2006-2007)
- «Відкрий себе» в ефірі ТРК «Люкс» (2007)
- «Модний елемент» в ефірі ТРК «Люкс»
- «Невідоме від відомих» на каналі «Ера»

## Продюсерка

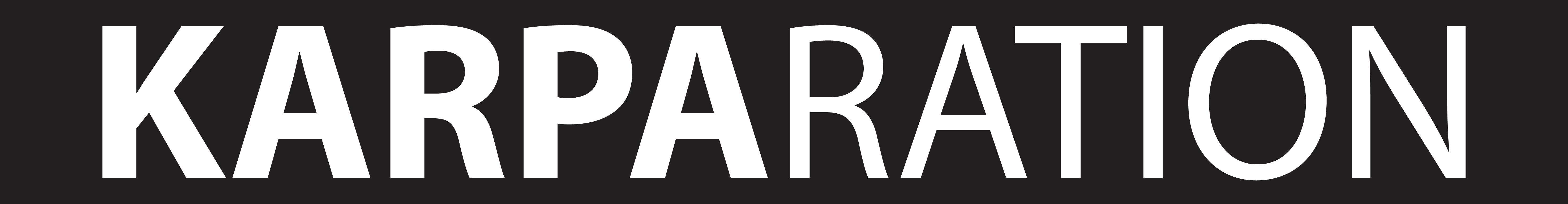
Логотип продюсерського центру

У 2005 році Карпа разом зі своїм продюсером Ярославом Степаником створила продюсерський центр «НіКа», який у березні 2010 року було офіційно перейменовано у «Karparation». Продюсерський центр також займався продюсуванням таких проєктів, як: гурту «Glamour», гурту «Шоколадка» та співачки Мія.

## Дискографія
- 2001 — «Любов врятує світ»
- 2004 — «Ти пробач мені»
- 2004  — «Різдвяна зірка»
- 2007  — «Історія»
- 2013  — «Найкраще»
- 2014  — «Колядки та Новорічні пісні»

## Кліпи
В творчому доробку співачки такі відеокліпи: «Ти пробач мені», «Я додому повернусь», «Ми — історія», «Вперше», анімаційний кліп «Калина», «Інша», «Час біжить, як пісок», «Від мене до тебе», «Ти не прийшов», «Твій голос», «Різдвяна казка», «Під новий рік», «DUBAI», «Літо пройде», «Звір», «Чужого не треба свого не віддам», «Вітрами», «Літо Літо», «Сонцезалежна», «Плюс один», «Вірна»